# Joyce Cheng
Joyce Cheng Yan-Yee (nacida el 30 de mayo de 1987 en Vancouver, Columbia Británica, Canadá), es una cantante, actriz y escritora hongkonesa. Ella tiene raíces familiares en Taishan (Guangdong) y Shanghái. Su madre fue la actriz, cantante y comediante Lydia Shum y su padre es el actor Adam Cheng. Ella es también nieta de Alan Tang. Durante la mayor parte de su infancia, ganó la exposición de los medios debido al apoyo que le brindaba su madre. Cheng mostró un interés en el mundo del espectáculo. A los 13 años, ella interpreta una versión de Britney Spears la canción autotitulada '¡Uy! ... I Did It Again, en un programa de televisión de Hong Kong, la caridad.
Cheng pasó gran parte de su infancia en Vancouver, Columbia Británica, en Canadá, donde asistió al Crofton House School. Es egresada de la Universidad de Queen en Kingston, Ontario, Canadá, para seguir su carrera musical en Asia.

## Filmografía
TV Series
| Año  | Título                    | Personaje           |
| ---- | ------------------------- | ------------------- |
| 2008 | Off Pedder 《畢打自己人》 | Yu Lok-Yee (余樂兒) |

Canciones
| Año  | Título                         | Canciones |
| ---- | ------------------------------ | --------- |
| 2008 | Speech of Silence 《甜言蜜語》 | 直覺      |
| 2008 | Off Pedder 《畢打自己人》      | 無人完美  |

Film
| Año  | Título           | Canciones |
| ---- | ---------------- | --------- |
| 2012 | Coldwar 《寒戰》 |           |